# Kolbeinsey
Kolbeinsey (pronuncia: ˈkʰɔlˌpeinsˌeiː)(Isola di Kolbeinn), nelle mappe più antiche indicata anche come Seagull Rock, Mevenklint, Mevenklip, o Meeuw Steen, cioè Roccia del gabbiano è un isolotto roccioso situato 105 km al largo della costa settentrionale dell'Islanda, circa 74 km a nord-nordovest dell'isola di Grímsey.
L'isolotto è il punto più settentrionale dell'Islanda e si trova a nord del Circolo polare artico.

## Denominazione
L'isolotto deriva il suo nome da Kolbeinn Sigmundsson, che abitava nella valle Kolbeinsdalur nel fiordo Skagafjörður. Secondo quanto riportato nella Svarfdœla saga, Kolbeinn si incagliò con la sua nave contro gli scogli dell'isola e perì assieme a tutti i suoi uomini.

## Descrizione
Quanto rimane dell'isolotto roccioso, sono alcune scogliere di basalto, totalmente prive di vegetazione; a causa delle numerose bolle di gas presenti nel basalto, la roccia è soggetta a una rapida erosione da parte delle onde marine, del vento e del gelo. Si ritiene che gli scogli siano destinati a scomparire del tutto nel decennio del 2020. Al 2020 è rimasta visibile solo qualche porzione durante le fasi di bassa marea.
La scomparsa dell'isolotto comporterebbe la riduzione dell'estensione dei confini dello spazio marittimo dell'Islanda e renderà l'isola di Grímsey il punto più settentrionale dell'Islanda.

## Storia
Non sono note le dimensioni originarie dell'isolotto. Quando fu misurato per la prima volta nel 1616 dai fratelli Hvanndal, aveva una lunghezza di 700 metri da nord a sud e una larghezza di 100 metri da est a ovest. Nel 1903 le sue dimensioni si erano già dimezzate. Nell'agosto del 1985 fu rilevata una lunghezza di 39 metri. All'inizio l'area si era ridotta a soli 90 m2, corrispondenti a un cerchio di circa 10,7 metri di diametro. Nel suo punto di massima elevazione l'isolotto si innalzava di circa 8 metri sul livello del mare.
Nel 1989 fu costruita una piazzola in cemento per l'atterraggio degli elicotteri, ma ulteriori tentativi di stabilizzare l'isolotto furono sospesi per contrasti con la Danimarca sulla definizione dei confini territoriali. Nel 2006 fu annunciato che non era più possibile l'atterraggio degli elicotteri, in quanto si era visto che quasi metà dello spiazzo in cemento era andato perduto in seguito al crollo di un costone roccioso.
Nell'agosto 2020 è stato pubblicato su YouTube un video che mostrava che con la bassa marea alcuni spezzoni rocciosi dell'isola erano ancora visibili.
Le immagini satellitari del Sentinel-2 mostrano che spezzoni dell'isola Kolbeinsey sono ancora rilevabili nell'aprile 2021.

## Geologia
Nel 1999 è stata registrata un'eruzione sottomarina nei pressi della dorsale Kolbeinsey, a nord-ovest dell'isola di Grímsey. Kolbeinsey è l'unica manifestazione subaerea di questa porzione della dorsale medio atlantica, formatasi nel tardo Pleistocene o nell'Olocene. Gli spezzoni vetrificati dragati in zona, indicano un'attività eruttiva nel tardo Pleistocene e fino ad almeno 11.800 anni fa, misurata con la datazione al radiocarbonio.